# Балка Дехтярка
Ба́лка Дехтярка (рос. Б. Дегтярка) — балка (річка) в Україні у Берестинському районі Харківської області. Права притока річки Плесова (басейн Дніпра).

## Опис
Довжина річки приблизно 10,88 км, найкоротша відстань між витоком і гирлом — 9,19 км, коефіцієнт звивистості річки — 1,18. Формується притокою, декількома безіменними балками та загатами. На деяких ділянках балка пересихає.

## Розташування
Бере початок у селі Червоний Степ. Тече переважно на південний схід понад селом Тарасівка і на південно-східній стороні від села Козирів впадає в річку Плесову, праву притоку річки Орільки.

## Притоки
- Балка Солона (права)[1].

## Цікаві факти
- У минулому столітті на балці з притокою існували 2 газгольдери та декілька газових свердловин[3].